# Comedia
La comedia (del latín comedia, y este del griego antiguo κωμῳδία, kōmōidía) es el género dramático opuesto a la  tragedia y, por lo tanto, está relacionado casi siempre con historias con final feliz. Esa lectura epicúrea, placentera y optimista, tuvo su origen en los primitivos cultos de la fertilidad en honor del dios Dionisos y se desarrolló como género derivado del griego ditirambo, asociado a los dramas satíricos y al mismo.
En la Antigua Grecia adquirió su máximo esplendor con Aristófanes (periodo antiguo) y pasó a la cultura romana de la mano de Menandro (periodo medio), en el siglo IV. Durante el medievo adquiere un tono más ligero y elemental, llegando a ser burlesco en muchos subgéneros y convirtiéndose en espectáculo muy popular ya que en su caso es muy especial y como en el caso de la «Commedia dell'Arte», Como género dramático global definió el conjunto del teatro clásico español, con las coordenadas del conjunto de la obra dramática de Lope de Vega. Está clasificada, junto con la tragicomedia, como una de las formas clásicas del drama griego, y uno de los tres géneros dramáticos llamados realistas.
A partir del siglo XX se convirtió en uno de los géneros básicos del Séptimo Arte, y en el lenguaje ha alumbrado expresiones más amplias como hacer comedia o, referido a la dramaturgia, autor de comedia. La comedia es según Aristóteles:

imitación de hombres inferiores, pero no en toda la extensión del vicio, sino en lo que tienen de risible, pues lo risible es un defecto y una fealdad no especial, ya que da risa que no causa dolor ni ruina.
Aristóteles. Poética, 1449a.

## De Grecia a Roma
Se considera al autor griego Aristófanes (444-385 a. C.) como uno de los primeros comediógrafos, quizá el más puro, en razón de las once obras desarrolladas a partir de la tradición del drama satírico y con una estructura definida en la que alternan el diálogo y el canto. Pero el auténtico transformador del rito griego en un modelo claro de lo que será luego el teatro fue Menandro (342-291 a. C.) que suprime prácticamente la presencia del Coro y traslada los valores dramáticos al interior del texto dándole así mayor participación al público, que será a partir de entonces un espectador vivo.
Siglos después, en el teatro romano, la comedia genera dos grupos diferentes, según su asunto:
- La «fabula palliata, crepidata» o comedia romana de asunto griego;
- y la «fabula togata, tabernaria», de asunto romano.

El gran heredero de Menandro fue Plauto, autor de unas ciento treinta comedias, de las que se conservan veintiuna. Plauto, formado como clown-mimo, incorporó el gesto y la acción al contenido del texto, multiplicando su efectividad cómica y dramática.

### Fénix de las Comedias
Con el Renacimiento la comedia se mimetizó, ello supuso que se bautizaran con su nombre productos de la literatura dramática que poco o nada se acercaban a su esencia "cómica" y "lúdica". Buenos ejemplos de ello fueron la Comedia de Calisto y Melibea, la Divina Comedia y una parte importante de la producción dramática del Siglo de Oro (dentro y fuera de España), incluyendo el teatro isabelino, que también recibió el apelativo de «comedy» de forma genérica, aunque se tratase de dramas.
En la corte española, la cúspide de la comedia entre el siglo XVI y el siglo XVII, queda encarnada por Lope de Vega, autor —según Juan Pérez de Montalbán— de unas 1800 piezas, y de un tratado que el propio Fénix de los Ingenios construyó sobre el Arte nuevo de hacer comedias en este tiempo (1609). A partir de su obra y de una aportación posterior de Calderón, se catalogarían por eruditos contemporáneos y posteriores hasta ocho tipos de comedias. Así por ejemplo, Narciso Díaz de Escobar recoge la clasificación del crítico Alberto Lista en la que figuran comedias: de costumbres, de intriga y amor (o capa y espada), pastoriles, heroicas (o históricas), mitológicas, de Santos e ideales (o filosóficas).
En el prólogo a las Comedias de Lope, Miguel de Cervantes lo presenta así: 

...entró luego el monstruo de la Naturaleza, el gran Lope de Vega, y alzóse con la monarquía cómica; avasalló y puso debajo de su jurisdicción a todos los farsantes; llenó el mundo de comedias propias, felices y bien razonadas, y tantas, que pasan de diez mil pliegos lo que tiene escritos...

## Iconografía
el auténtico transformador del rito griego en un modelo claro de lo que será luego el teatro fue Menandro (342-291 a. C.) que suprime prácticamente la presencia del Coro y traslada los valores dramáticos al interior del texto dándole así mayor participación al público, que será a partir de entonces un espectador vivo.
Siglos después, en el teatro romano, la comedia genera dos grupos diferentes, según su asunto:
- La «fabula palliata, crepidata» o comedia romana de asunto griego;
- y la «fabula togata, tabernaria», de asunto romano.

El gran heredero de Menandro fue Plauto, autor de unas ciento treinta comedias, de las que se conservan veintiuna. Plauto, formado como clown-mimo, incorporó el gesto y la acción al contenido del texto, multiplicando su efectividad cómica y dramática.

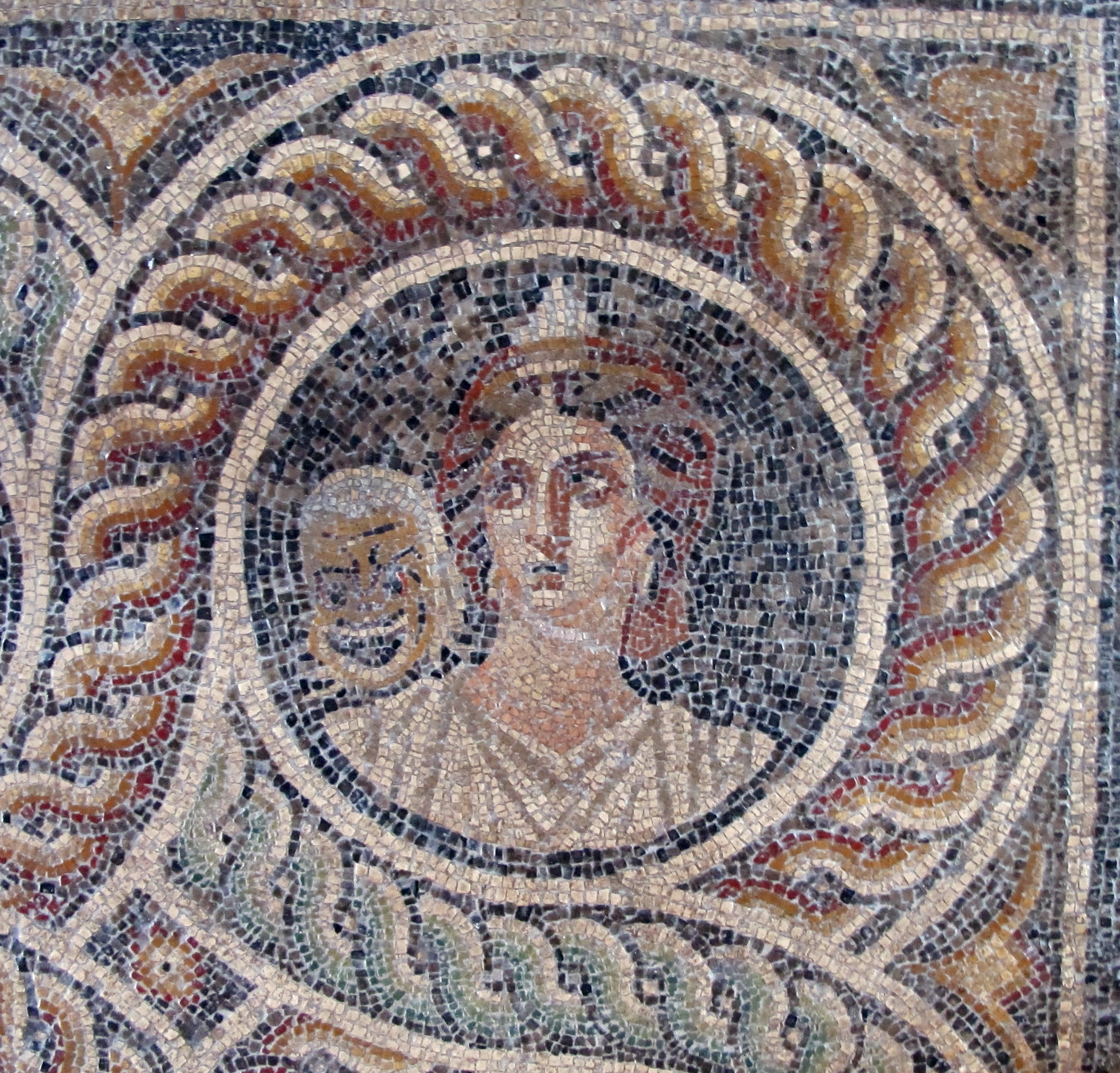
Talía en un mosaico bizantino en el salón de las musas del Palacio del Gran Maestro de los Caballeros de Rodas.
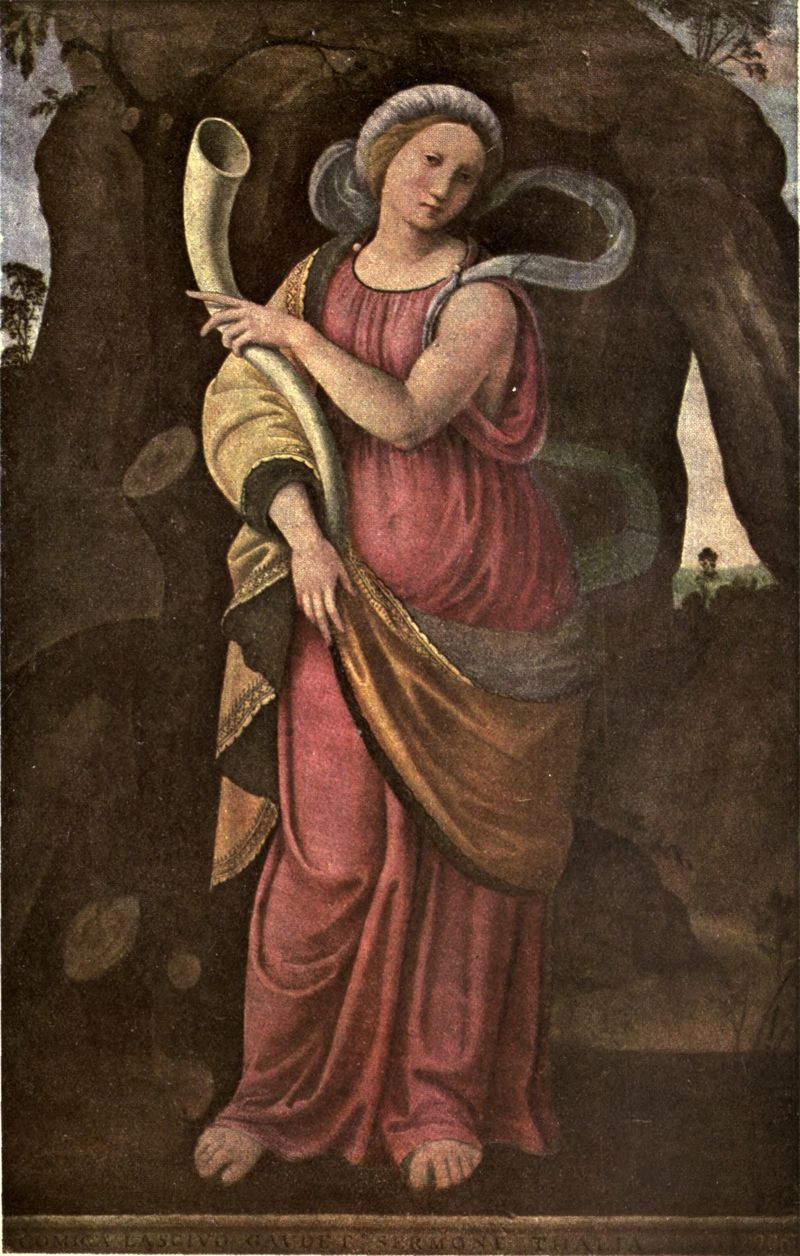
Talía pintada por Timoteo Viti hacia 1500. Galleria Corsini.
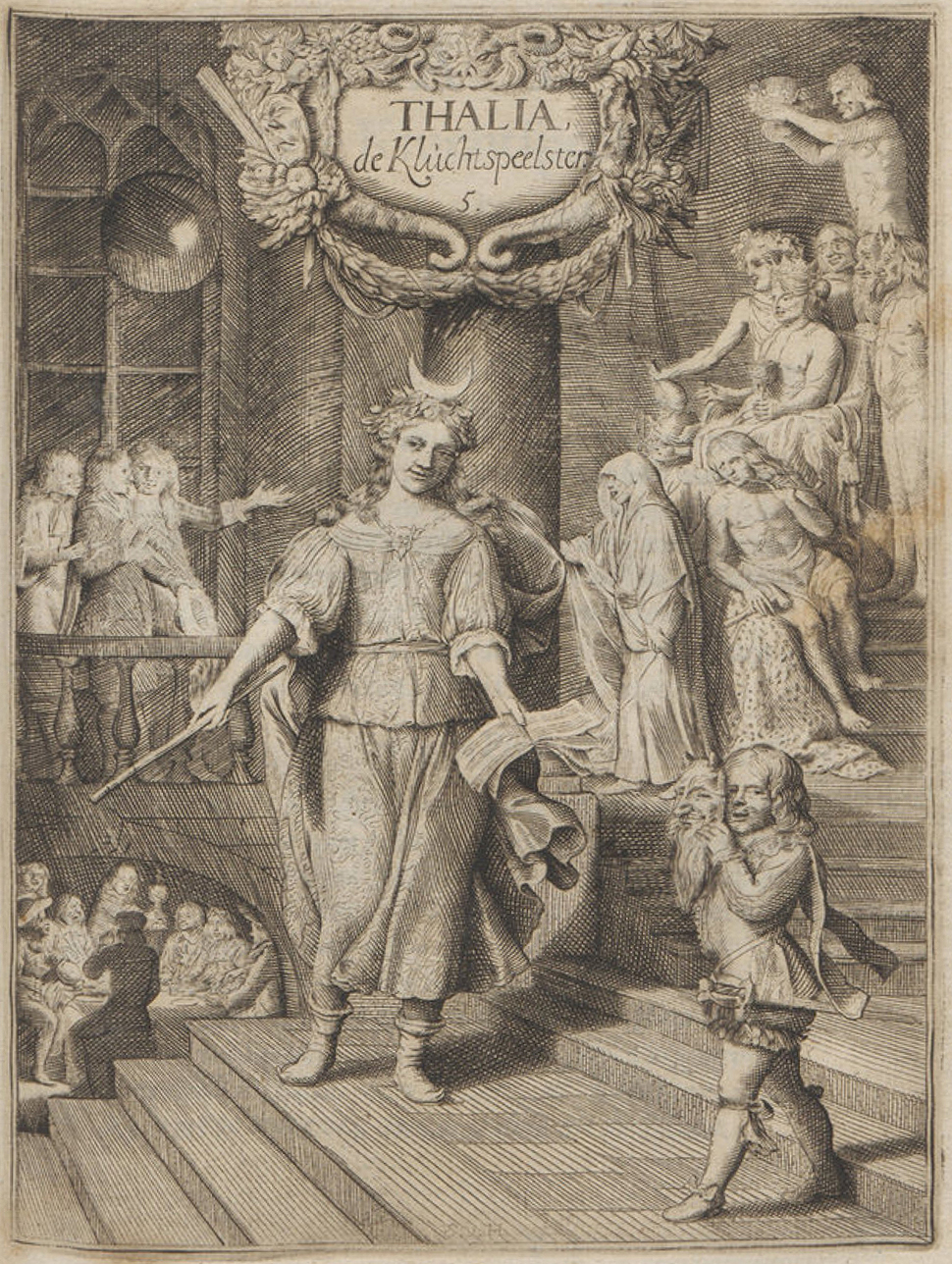
Talía, musa y maestra de comediantes, según dibujo de Hoogstraten (hacia 1675). Universidad de Nimega (biblioteca).
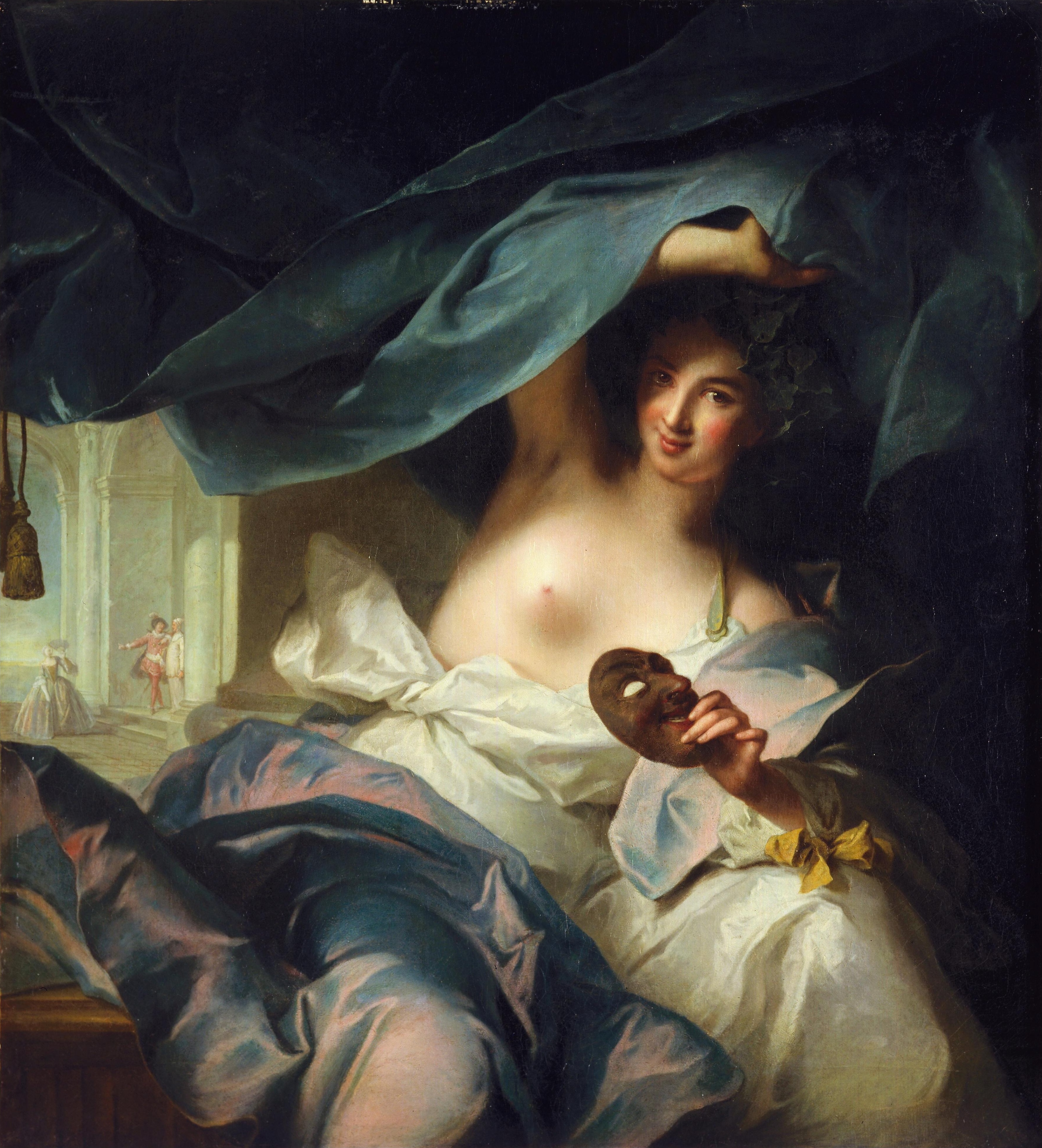
Talía, por Jean-Marc Nattier (1739). Museo de Bellas Artes de San Francisco.

### Características
Al igual que la Tragedia, la Comedia persigue provocar emoción en el espectador. Pero mientras que en la primera —dicho con palabras de Ramón María del Valle Inclán— el autor contempla a sus personajes como fuerzas superiores gobernadas por el destino, en el espacio de la comedia "autor y personajes conviven, el primero como titiritero y los segundos como marionetas", que incluso pudiendo llegar a situaciones esperpénticas, se muestran como seres libres, dueños de su propio destino y por tanto, capaces de conducir el hilo de la trama (a veces muy enmarañado) hacia un desenlace feliz. Esa libertad esencial que impregna el género hace de la comedia el paraíso de la versatilidad, la sorpresa, la genialidad, los cambios de ritmo y el disparate.
Marcados unos y sugeridos otros, desde su origen clásico se han mantenido unos arquetipos asociados a la comedia. Así, sus personajes conductores o protagonistas ya no son los héroes —y casi siempre víctimas— trágicos, sino tipos vulgares con los que cualquiera de los espectadores puede identificarse. Si el personaje trágico era esclavo de su ética y su dignidad, el personaje cómico se salva muchas veces gracias al azar más que a sus habilidades. La moderna filmografía y los antihéroes cómicos del siglo XXI ofrecen modelos infantiles tan contundentes como Charlot, Cantinflas o los Hermanos Marx en el cine —o Mr. Bean y Los Simpson en televisión—, personajes tan impresentables como el necio dios Dioniso en Las ranas de Aristófanes o el «miles gloriosus» de Plauto en la comedia «palliata».

### Personaje, trama y moraleja
En la popular y variopinta galería de personajes cómicos es fácil encontrar con frecuencia al mentiroso, el charlatán, el fanfarrón, el pícaro e incluso el enamoradoa la vez crédulo, inconsciente y amoral. Como complemento natural, las tramas más habituales están bien servidas de ingredientes como el engaño, el robo, la burla y la estafa.
En su origen, la comedia solía exagerar los vicios y defectos humanos, con una intención moralizante y educativa, y para ello ponía en ridículo esos vicios o malas costumbres con el fin de corregirlos mediante la risa o como método preventivo para evitar que los adquiriera el espectador. El tratamiento dramático de esos vicios, por lo general contrarios al bienestar social de la comunidad en la que vive el protagonista (y asociado a la época y al lugar), le lleva a transgredir esa sociedad. En el esquema de la comedia tradicional su castigo será el ridículo. Así, por ejemplo, en el caso del Tartufo, Molière usa la hipocresía del personaje, prototipo del mojigato que finge vivir valores que en verdad no tiene y que solo persigue su bienestar a costa del daño que produce a los demás.
El desenlace es feliz para el desgraciado, sorprendente y rocambolesco. Los obstáculos que el protagonista tendrá que sortear a lo largo de la trama, azarosa pero optimista, serán finalmente superados por su esfuerzo unas veces y por casualidad otras. Los buenos ganarán y los malos serán castigados y puestos en ridículo.

## Poética y estructura
Semiólogos, críticos y teóricos de la dramaturgia han dejado numerosa y en ocasiones densa documentación analítica en torno a la comedia. La síntesis que reúne el teórico francés Patrice Pavis en su diccionario teatral Dramaturgia, estética, semiología (1996), propone que la fabulación en la que se desarrolla la comedia pasa sucesivamente por las fases de «equilibrio, desequilibrio, nuevo equilibrio». La define —a la comedia— como 'perspectiva contradictoria del mundo' expresada siguiendo esquemas pedagógicos, y valiéndose de recursos como el «quid pro quo» o el malentendido. La versatilidad y flexibilidad de la comedia, su vocación natural de 'autoparodia' la convierten en herramienta y prototipo del llamado teatro en el teatro.

### Tipos
Diversos manuales y diccionarios especializados enumeran y definen distintos tipos de 'comedia', entre los que puede destacarse:
- Comedia antigua,[27] tiene su origen en el siglo V a. C., y nació como sátira política, en ocasiones violenta y otras veces grotesca, e incluso obscena. Sus principales autores: Aristófanes, Cratés y Cratinos.[23]
- Comedia de bandoleros,[3] genuino producto del teatro español desarrollado desde fines del siglo XVI y con ejemplos clásicos como El condenado por desconfiado de Tirso de Molina o El esclavo del demonio de Antonio Mira de Amescua.[28]
- Comedia burlesca o de "disparates",[27] muchas veces en torno a las bufas aventuras de un personaje extravagante.[23]
- Comedia de capa y espada asociada a la Comedia de enredo[28] y opuesta a la comedia de carácter. De entre los numerosos ejemplos de este género pueden mencionarse El acero de Madrid de Lope o El mercader de Venecia de sir William.[29]
- Comedia de episodios o de folla,[29] un conjunto de pasos o escenas cortas en torno a un tema o conflicto común. En las follas clásicas estos breves cuadros cómicos solían mezclarse con otros musicales.[30]
- Comedia de figurón, de "caracteres" o de "carácter"[31], con personajes cuya psicología, minuciosamente dibujada, suplanta en ocasiones la necesidad de intriga o acción. Es afín a la variedad inglesa llamada «comedy of humours», en la que se considera a Ben Jonson y a Shakespeare sus principales maestros.[32]
- Comedia griega, evaluación de origen griego en función de los contenidos del drama con una diferenciación entre "comedia alta" y "baja";[21] a su vez la historia de la comedia clásica en Grecia Antigua se suele dividir en tres periodos de estudio: la antigua, la media y la nueva.[33]
- Comedia de género asociada a las llamadas de costumbres, "de carácter" y "de intriga",[30] tuvo especial desarrollo durante el siglo XIX, a partir de intentos moralizantes o de crítica social.
- Comedia de magia,[31] como sugiere su nombre, está protagonizada por todo tipo de personajes mágicos, además de demonios, criaturas mitológicas y profusión de efectos y maquinaria de tramoya.[29] También se la ha nombrado comedia de aparato.[3]
- Comedia mitológica,[34] como su nombre indica con tramas protagonizadas por dioses paganos.[35]
- Comedia negra,[35] cercana a la tragicomedia, con una trama pesimista y oscura que se resuelve en un final feliz casi siempre forzado, literario o irónico.[36] Son ejemplares las piezas negras de Jean Anouilh.[e]
- Comedia nueva,[37] comprende la tercera etapa de la comedia clásica griega (siglos IV y II a. C.)[35]
- Comedia palatina,[38] subclasificación amplia y poco definida, evaluable a partir de ejemplos como El perro del hortelano, de Lope, o El vergonzoso en palacio de Tirso.
- Comedia de privanza,[39] también "drama de privanza" o "comedia de válidos", es una variante específica dentro del género de comedias palatinas.
- Comedia pastoral o pastoril,[36] dedicada a la idílica vida del campo y con ejemplos prototípicos en Lope de Vega (La amorosa o La selva sin amor). Parte de la comedia pastoral italiana que tuvo su cumbre en la Aminta de Torquato Tasso.[35]
- Comedia romana (también tabernaria, "togada" o «fabulae togatae»),[35] o comedias latinas de argumento romano. Le dieron el relevo a las comedias de capa griega («palliata»), y aunque en su comienzo ridiculizaban el lenguaje popular o de taberna, incluyendo en los argumentos humildes personajes del pueblo, acabaron criticando la vida de la élite (triunfadores y los magistrados).[40]
- Comedia de salón, o comedia neoclásica, muy apoyada en la intelectualidad del texto y muy poca acción.[35] Sus mejores ejemplos: La comedia nueva o el café de Leandro Fernández de Moratín.
- Comedia de santos o retablo,[35] heredera de la estética y los objetivos de los autos y misterios medievales, gira en torno a las leyendas milagreras de los componentes del santoral católico.[39][25]
- Comedia sentimental, un producto de la Ilustración derivado de la «comédie larmoyante»;[41] por lo general un intento moralista a partir de la crítica ‘sentimentaloide’ de vicios sociales o personales.[35]
- Comedia de situación o "de situaciones",[35] partiendo de La comedia de las equivocaciones de Shakespeare, como uno de sus modelos más antiguos, presenta una vertiginosa sucesión de golpes de teatro, malentendidos y sorpresas, encadenados sin excesivo rigor dramático.[42]
- Comedia satírica, en el teatro clásico muy asociada a la obra de Molière y obras como Tartufo, El avaro o El enfermo imaginario,[36] ridiculiza de forma descarnada los vicios o defectos de un determinado individuo o una institución.[3]

#### Otras variantes y denominaciones
También se han catalogado: la comedia-ballet; la comedia 'de cuerpo' (de Luis Vélez de Guevara); la comedia heroica (con grandes ejemplos como El mejor alcalde, el rey; la comedia ypolita, la comedia seraphyna y la comedia thebayda (variantes tragicómicas asociadas a La Celestina).
Otras denominaciones que no responden al contenido del drama o su estilo sino a circunstancias externas al género, son por ejemplo la comedia de limosna (por representaciones que se hacían con fines benéficos) o la comedia de cortinas propia de los antiguos corrales de comedias, cuando la compañía representante era singularmente pobre y su escenografía eran cortinas mal pintadas. Antonio Machado acuñó el término comedia cúbica, referido al espacio del teatro a la italiana; el poeta y dramaturgo proponía la ruptura con ese espacio y la evolución hacia una "comedia no euclidiana de ‘n’ dimensiones.

#### La comedia musical
Emparentada en ocasiones con el musical y el vodevil, la comedia musical (en ocasiones llamada comedia de bulevar), constituye, por su desarrollo y evolución un subgénero con múltiples variantes a su vez, aunque en esencia desciende del modelo original griego. Se considera un género hijo de la opereta, que se desarrolló en Estados Unidos y Europa a lo largo del siglo XX. En España dio lugar a la popular comedia musical española en síntesis con la Revista.

#### La comedia lírica
Denominación académica de la variante musical conocida como género chico, endémico de España y desarrollado durante el siglo XIX y parte del XX.

### En el cine

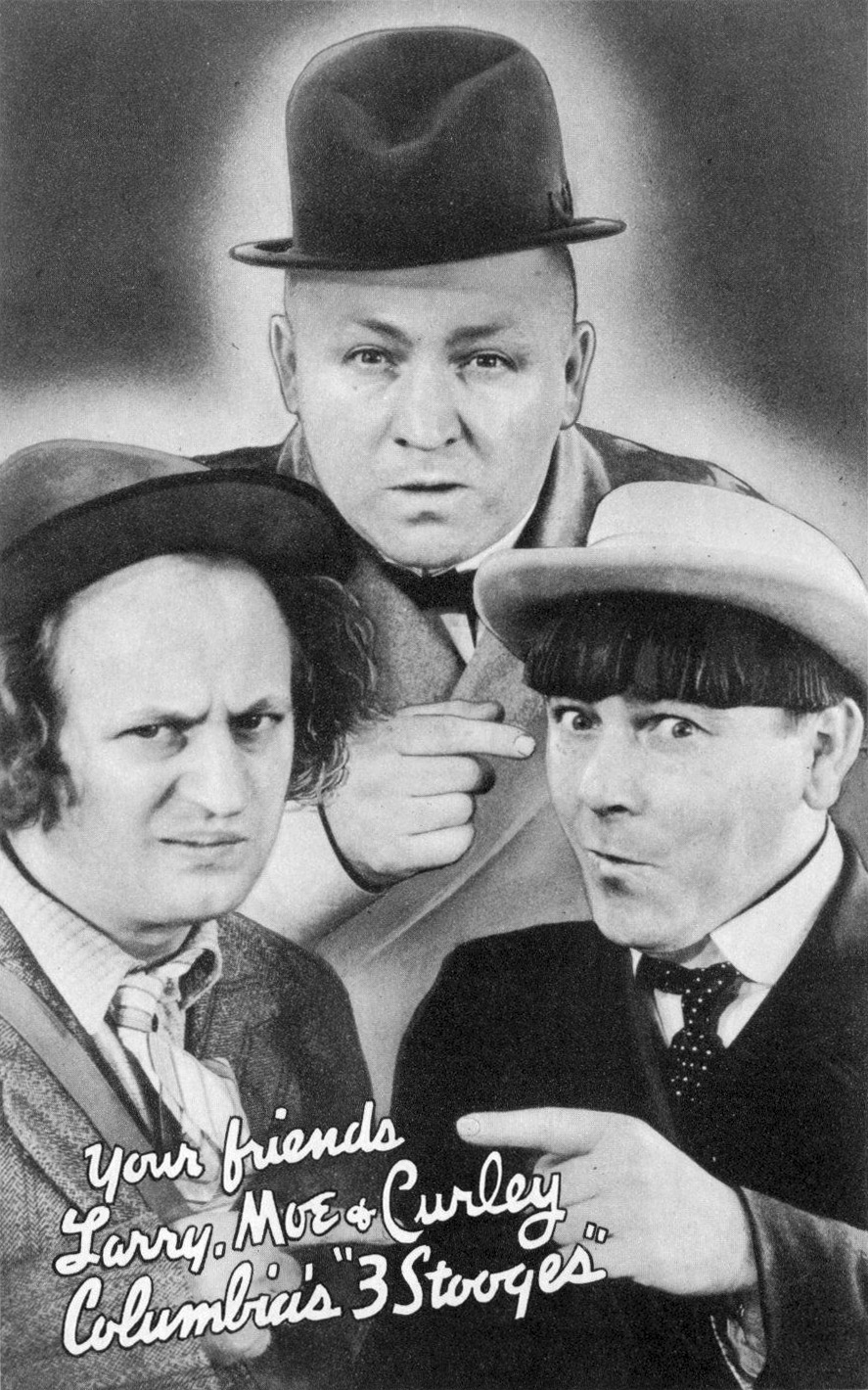
Los Tres Chiflados grupo cómico estadounidense caracterizado por su humor absurdo y la comedia física.

#### Tipología
- Slapstick, comedia muda fundada sobre todo en el dinamismo físico de persecuciones, peleas, golpes y sorpresas.
- Comedia romántica o de enredo amoroso: Historias de Filadelfia (1941) de George Cukor, El secreto de vivir (1936) de Frank Capra.
- la comedia del oro burlesca: La quimera del oro (1925) de Charles Chaplin.
- Comedia negra, en la línea del humor negro y con un variado espectro, desde prototipos como Arsénico por compasión (1944) hasta American Beauty (1999).
- Comedia sofisticada, cuando aborda la psicología de los personajes: Todo lo que quiso saber sobre el sexo y no se atrevió a preguntar (1972) de Woody Allen.
- Parodias, imitaciones burlescas de situaciones o películas anteriores: la primitiva Casino Royale (1967), con Woody Allen y Peter Sellers casi encubiertos, o The Naked Gun (1988) de Zucker.
- Comedia animada (cartoon): desde clásicos como los personajes creados por Tex Avery, o rescatados del mundo del cómic (La máscara, de 1994), hasta hallazgos como Shrek (2001) o creaciones de Pixar como Los Increíbles (2004), ya dentro de las nuevas tecnologías de animación digital.

### En la televisión y la historieta
En el medio televisivo, las variantes más frecuentes son la comedia de situación (sit-com), la "comedia en vivo" (stand-up comedy) y la telecomedia en general y en especial en el conjunto de las teleseries.
La "comedia de situación", de origen americano, es el producto más popular en el formato de telecomedia. Se diseñó como subgénero en la década de 1950, con el auge y difusión de la televisión como electrodoméstico tras la Segunda Guerra Mundial, y se suelen considerar como modelos dos producciones norteamericanas de la CBS: I love you, Lucy (1951-1960) y The Honeymooners (1955-1956). El sit-com es de breve duración con episodios que no superan los 30 minutos, lo que la hizo el producto televisivo más adecuado para la sobremesa («access prime time»).
- En el medio gráfico o de las publicaciones gráficas queda representada por la historieta cómica, y dentro de los géneros historietísticos más antiguos y populares.[47] Entre los ejemplos internacionales más conocidos que la definen pueden citarse Astérix el Galo, Mortadelo y Filemón, Aquiles Talón o las tiras cómicas de Mafalda.